# Ribeirão Samambaia (vattendrag i Brasilien, Goiás, lat -15,42, long -51,14)
Ribeirão Samambaia är ett vattendrag i Brasilien.   Det ligger i delstaten Goiás, i den centrala delen av landet, 300 km väster om huvudstaden Brasília.
Omgivningarna runt Ribeirão Samambaia är en mosaik av jordbruksmark och naturlig växtlighet. Runt Ribeirão Samambaia är det mycket glesbefolkat, med 3 invånare per kvadratkilometer.